# Luis de Souza Ferreira
Luis Alfonso de Souza Ferreira Huby (Lima, 6 oktober 1908 – La Punta, 29 september 2008) was een Peruviaans voetballer.
Souza maakte zijn debuut in 1926 bij Universitario de Deportes, waar hij tot het einde van zijn carrière in 1934 zou blijven. Gedurende deze acht seizoenen behaalde hij met de club twee landstitels, in 1929 en 1934. In 1930 bereikte hij de selectie van het Peruviaans voetbalelftal voor het eerste officiële wereldkampioenschap voetbal. Tijdens de eerste wedstrijd van de groepsfase tegen Roemenië scoorde Souza het enige doelpunt voor Peru in de 3-1 nederlaag. Hiermee was hij de eerste Peruviaanse voetballer die kon scoren op een wereldkampioenschap.